# Tyrrell P34
Tyrrell P34 (skrót od Project 34), zwany również "sześciokołowcem" – samochód Formuły 1, zaprojektowany przez Dereka Gardnera i uczestniczący w niej w sezonach 1976 – 1977. Samochód został zaprojektowany w oparciu o nowe przepisy. Z przodu posiadał małe, dziesięciocalowe koła, a z tyłu koła o normalnej wielkości. Pomysł mniejszych kół przednich wywodził się z chęci zwiększenia penetracji powietrza i zmniejszenia "powierzchni czołowej", co miałoby zmniejszyć opór aerodynamiczny.
Jednakże mniejsza średnica kół doprowadziła do utraty powierzchni styku gumy i asfaltowej powierzchni toru, co powodowało gorszą przyczepność na zakrętach. Wskutek tego model P34 otrzymał cztery dziesięciocalowe koła przednie (wszystkie skrętne) i przeszedł do historii Formuły 1 jako jedyny samochód uczestniczący w wyścigu Grand Prix posiadający sześć kół.

## P34 w wyścigach
Po ujawnieniu, że model P34 będzie posiadał sześć kół, okrzyknięto go najbardziej rozpoznawalnym projektem w historii sportów motorowych. Wraz z Brabhamem BT46B "fancar" z 1978 roku (wyróżniającym się ogromnym wentylatorem z tyłu) model P34 do dzisiaj uchodzi za najbardziej radykalny projekt w historii Formuły 1.
Tyrrell P34 zadebiutował w Grand Prix Hiszpanii w 1976 roku. Obaj kierowcy – Jody Scheckter oraz Patrick Depailler – byli w stanie osiągnąć modelem P34 dobre rezultaty, ale o ile Depailler ciągle chwalił samochód, o tyle Scheckter twierdził, że będzie on konkurencyjny tylko tymczasowo. Co więcej, specjalne opony Goodyear aż do końca sezonu nie były dostatecznie rozwinięte.
Największy sukces model P34 odniósł podczas Grand Prix Szwecji, kiedy to Scheckter wygrał wyścig, a Depailler był drugi. Po sezonie 1976 Scheckter opuścił zespół, podkreślając, że "sześciokołowiec" to "kupa śmieci".
Na sezon 1977 Schecktera zastąpił Ronnie Peterson, a model P34 przeprojektowano pod względem aerodynamicznym i oznaczono P34B. Model ten był szerszy i cięższy niż P34, i pomimo kilku obiecujących wyników Petersona i Depaillera nie był tak udany jak poprzednik, głównie z powodu braku właściwego rozwoju małych opon przednich oraz ciężkiego przedniego zawieszenia. W związku z tym w sezonie 1978 Tyrrell P34 już nie wystartował.
Pod koniec lat 90. firma Avon zgodziła się na dostarczanie właścicielowi samochodu nr 6, Simonowi Bullowi, dziesięciocalowych, szytych na miarę opon. W latach 1999 – 2000 model P34 rywalizował w serii Thoroughbred Grand Prix (Martin Stretton wygrał ją modelem P34 w roku 2000). Samochód pojawiał się również wielokrotnie na Festiwalu w Goodwood.

## Inne samochody sześciokołowe w Formule 1

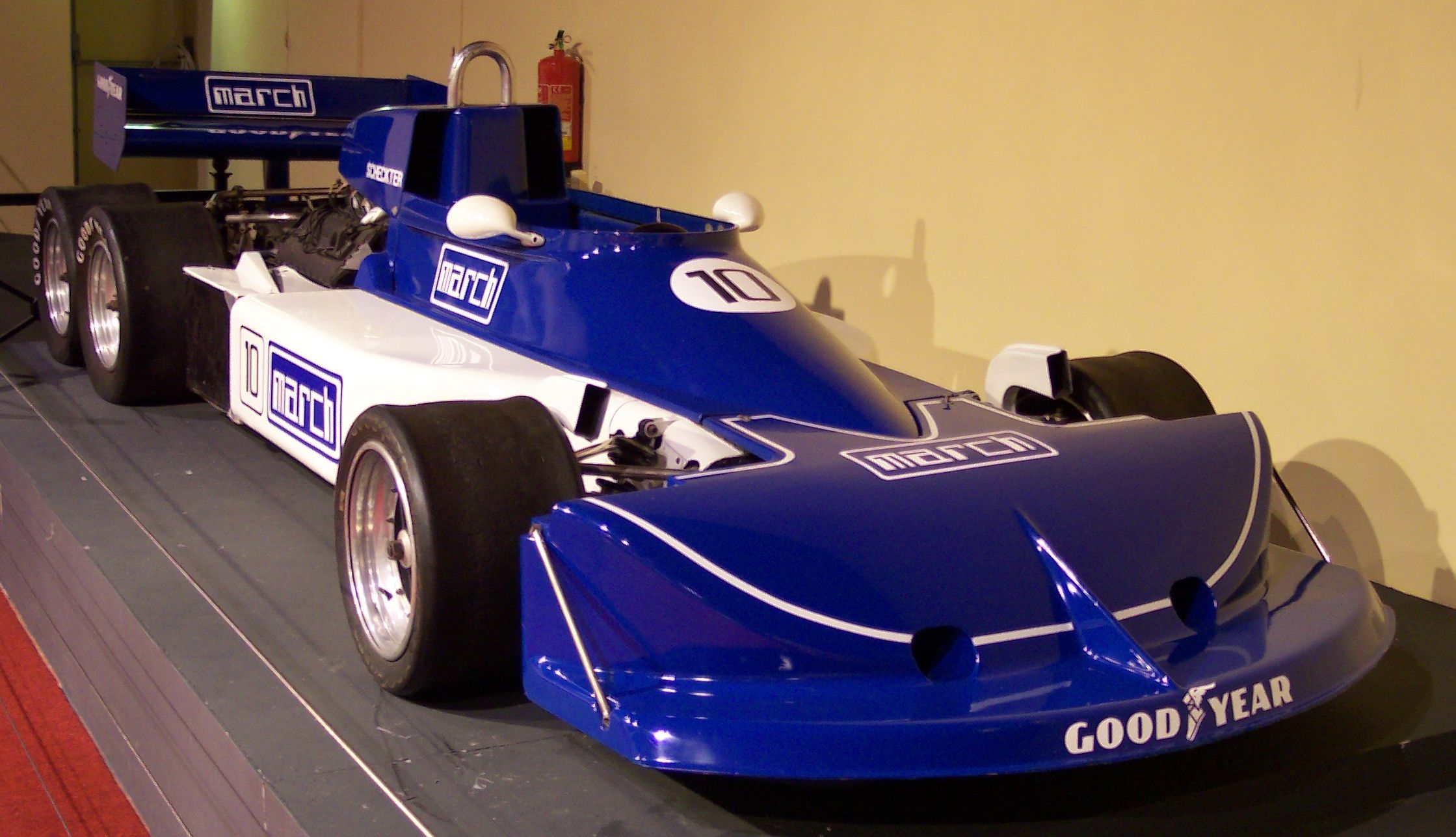
March 2-4-0

Tyrrell P34 był jedynym samochodem sześciokołowym, który brał udział w wyścigach Grand Prix, ale nie był jedynym zaprojektowanym sześciokołowym samochodem Formuły 1. Sześciokołowe samochody zaprojektowały i testowały również Ferrari (model 312T6), March (model 2-4-0) i Williams (model FW08B). March 2-4-0 oraz Williams FW08B posiadały dwa koła z przodu i po dwa koła na dwóch osiach z tyłu, natomiast Ferrari 312T6 w przeciwieństwie do nich posiadało dwa koła z przodu oraz cztery koła z tyłu, ale na jednej osi.

## Wyniki
| Legenda oznaczeń w tabelach wyników Wyświetl szablon na nowej stronie | Legenda oznaczeń w tabelach wyników Wyświetl szablon na nowej stronie                                                                     |
| Oznaczenie                                                            | Wyjaśnienie |
| --------------------------------------------------------------------- | --- |
| Złoty                                                                 | Zwycięzca lub mistrzostwo |
| Srebrny                                                               | 2. miejsce lub wicemistrzostwo |
| Brązowy                                                               | 3. miejsce lub II wicemistrzostwo |
| Zielony                                                               | Ukończył, punktował (w klasyfikacji generalnej, gdy zdobył co najmniej jeden punkt na przestrzeni sezonu, poza trzema powyższymi opcjami) |
| Niebieski                                                             | Ukończył, nie punktował (w klasyfikacji generalnej, gdy nie zdobył co najmniej jednego punktu na przestrzeni sezonu)                      |
| Czerwony                                                              | Nie zakwalifikował się (NZ) |
| Czerwony                                                              | Nie prekwalifikował się (NPK) |
| Różowy                                                                | Nie ukończył (NU) |
| Różowy                                                                | Niesklasyfikowany (NS) (w klasyfikacji generalnej, gdy nie został sklasyfikowany w żadnym wyścigu sezonu)                                 |
| Czarny                                                                | Zdyskwalifikowany (DK) |
| Czarny                                                                | Wykluczony (WYK/EX) |
| Biały                                                                 | Nie wystartował (NW) |
| Biały                                                                 | Kontuzjowany (K/INJ) |
| Biały                                                                 | Wyścig odwołany (OD/C) |
| Bez koloru                                                            | Został wycofany (WYC/WD) |
| Bez koloru                                                            | Nie przybył (NP/DNA) |
| Bez koloru                                                            | Nie brał udziału w treningach (NT/DNP) |
| Bez koloru                                                            | Nie został zgłoszony (–) |
| Pogrubienie                                                           | Start z pole position |
| Kursywa                                                               | Najszybsze okrążenie wyścigu |
| †                                                                     | Nie ukończył, ale jego rezultat został zaliczony ze względu na przejechanie więcej niż 90% dystansu wyścigu.                              |
| *                                                                     | Sezon w trakcie |
| 1/2/3                                                                 | Punktowana pozycja w sprincie kwalifikacyjnym                                                                                             |
| Lista systemów punktacji Formuły 1                                    | |

| Sezon | Zespół         | Silnik               | Op. | Kierowcy          | 1   | 2   | 3   | 4   | 5   | 6   | 7   | 8   | 9   | 10  | 11  | 12  | 13  | 14  | 15  | 16  | 17  | Pkt. | Ms. |
| ----- | -------------- | -------------------- | --- | ----------------- | --- | --- | --- | --- | --- | --- | --- | --- | --- | --- | --- | --- | --- | --- | --- | --- | --- | ---- | --- |
| 1976  | Tyrrell Racing | Ford Cosworth DFV V8 | G   |                   | BRA | RSA | USW | ESP | BEL | MON | SWE | FRA | GBR | DEU | AUT | HOL | ITA | CAN | USA | JPN |     | 71   | 3   |
| 1976  | Tyrrell Racing | Ford Cosworth DFV V8 | G   | Jody Scheckter    |     |     |     | NU  | 4   | 2   | 1   | 6   | 2   | 2   | NU  | 5   | 5   | 4   | 2   | NU  |     | 71   | 3   |
| 1976  | Tyrrell Racing | Ford Cosworth DFV V8 | G   | Patrick Depailler |     |     |     | NU  | NU  | 3   | 2   | 2   | NU  | NU  | NU  | 7   | 6   | 2   | NU  | 2   |     | 71   | 3   |
| 1977  | Tyrrell Racing | Ford Cosworth DFV V8 | G   |                   | ARG | BRA | RSA | USW | ESP | MON | BEL | SWE | FRA | GBR | DEU | AUT | HOL | ITA | USA | CAN | JPN | 27   | 6   |
| 1977  | Tyrrell Racing | Ford Cosworth DFV V8 | G   | Ronnie Peterson   | NU  | NU  | NU  | NU  | 8   | NU  | 3   | NU  | 12  | NU  | 9   | 5   | NU  | 6   | 16  | NU  | NU  | 27   | 6   |
| 1977  | Tyrrell Racing | Ford Cosworth DFV V8 | G   | Patrick Depailler | NU  | NU  | 3   | 4   | NU  | NU  | 8   | 4   | NU  | NU  | NU  | 13  | NU  | NU  | 14  | 2   | 3   | 27   | 6   |